# Nathan Kuta
Nathan Kuta (28 april 2000) is een Belgisch-Nederlands basketballer.

## Carrière
Kuta werd geboren in Nederland maar verhuisde op jonge leeftijd naar België. Hij maakte zijn profdebuut in het seizoen 2018/19 voor Limburg United waar hij twee seizoenen speelde. Nadien speelde hij een seizoen voor Okapi Aalst. In 2021 tekende hij een contract bij Spirou Charleroi. Na drie seizoenen bij de club maakte hij in 2024 de overstap naar het Franse Orléans Loiret Basket.

### Nationale ploeg
Kuta maakte in 2018 zijn debuut voor de Nederlandse nationale ploeg. Kuta heeft de dubbele nationaliteit en kon dus ook uitkomen voor België maar verkoos Nederland omdat zij meer vertrouwen in hem hadden.